# Chibi-Robo! (serie de videojuegos)
Chibi Robo! (en japonés: ちびロボ!, romanizado: Chibi robo!) es una serie de videojuegos de aventuras desarrollados por Skip Ltd. y publicados por Nintendo.

## Juegos
| 2005 | Chibi-Robo!                             |
| 2006 |                                         |
| 2007 | Chibi-Robo!: Park Patrol                |
| 2008 |                                         |
| 2009 | Okaeri! Chibi-Robo! Happy Richie Ōsōji! |
| 2010 |                                         |
| 2011 |                                         |
| 2012 |                                         |
| 2013 |                                         |
| 2014 | Chibi-Robo! Photo Finder                |
| 2015 | Chibi-Robo! Zip Lash                    |

### Chibi-Robo!
Chibi-Robo! es un videojuego de plataformas y aventura para GameCube desarrollado por Skip Ltd. con la colaboración de Nintendo. El juego se lanzó por primera vez en Japón en 2005 y luego se lanzó en América del Norte y Europa al año siguiente. Originalmente concebido como un juego de aventuras de point-and-click, se suspendió el desarrollo hasta que el productor de Nintendo, Shigeru Miyamoto, se interesó en el juego y revisó su producción.
El jugador asume el papel del personaje epónimo, Chibi-Robo, un robot de 10 centímetros de altura que tiene un enchufe en lugar de cola. El juego gira en torno a navegar por un hogar y recolectar "Happy Points". Estos puntos se acumulan completando varias tareas, desde tareas domésticas hasta ayudar a resolver los dilemas de la familia Sanderson y los numerosos juguetes vivientes que habitan en su hogar. Cada acción del protagonista del juego, alimentado por baterías, consume energía, lo que requiere que el jugador se recargue utilizando los enchufes eléctricos de la casa.
¡Chibi Robo! fue generalmente bien recibido, con elogios por su premisa, su historia encantadora y su diseño de sonido. Sin embargo, algunas mecánicas de juego y la calidad de los gráficos generaron críticas. Ventas de Chibi-Robo! fueron modestos, pero generaron tres secuelas. Para Nintendo DS, Chibi-Robo!: Park Patrol se lanzó en 2007 y Okaeri! Chibi-Robo! Happy Richie Ōsōji! fue lanzado en 2009, siendo este último exclusivo de Japón. Una entrada para Nintendo 3DS lanzada en Japón en 2013 y 2014 en América del Norte, titulada Chibi-Robo! Photo Finder. El Chibi-Robo! original también vio un relanzamiento japonés en 2009 para Wii como parte de la serie New Play Control!.

### Chibi-Robo!: Park Patrol
Chibi Robo! Park Patrol es un videojuego para Nintendo DS desarrollado por Skip Ltd. y publicado por Nintendo. Es la secuela del Chibi-Robo! para la GameCube.
A diferencia del juego anterior, Chibi-Robo! Park Patrol tiene lugar casi en su totalidad al aire libre y pone al jugador en el papel del personaje principal Chibi-Robo, un robot de cuatro pulgadas de alto encargado de revitalizar un parque. El jugador lo hace cultivando semillas hasta convertirlas en flores regándolas con un rociador y luego esparciendo más semillas haciendo que las flores bailen usando un pequeño boombox. El jugador también puede alterar el terreno, construir y reparar varias estructuras, visitar la ciudad que lo acompaña y defender el parque del esmog, fragmentos de contaminación que pueden matar las flores.

### Okaeri! Chibi-Robo! Happy Richie Ōsōji!
Okaeri! ¡Chibi Robo! ¡Feliz Richie Osōji! es un videojuego desarrollado por Skip Ltd. para la consola de juegos portátil Nintendo DS . ¡Es el tercer juego de Chibi-Robo! serie, la segunda lanzada en DS y una continuación de Chibi-Robo!: Park Patrol . Fue lanzado el 23 de julio de 2009 en Japón. El juego no se lanzó fuera de Japón debido a las bajas ventas de las entradas anteriores fuera de Japón.
La jugabilidad en Okaeri! Chibi Robo! Happy Richie Osōji! es similar al Chibi-Robo!. El jugador toma el control del personaje principal, un robot de 10 centímetros de altura cuyo trabajo es limpiar el interior de una casa para hacer feliz a su familia. Chibi-Robo es propiedad de Jenny del juego anterior, que ahora es adulta y vive en una casa con su hijo Keith y su perro Lucky. El juego presenta una pequeña aspiradora que Chibi-Robo puede usar para aspirar suciedad mientras está conectada a una toma de corriente y un pequeño tamiz que se usa para encontrar gemas que se pueden cambiar por dinero. El jugador puede usar el dinero para comprar muebles para la casa en lugar de comprar usando el teléfono. La principal diferencia con los juegos originales de la serie es que, en lugar de solo tener tomas de corriente que le permiten al jugador cargar la batería de Chibi-Robo, necesitan poner la basura en un compactador de basura para obtener electricidad para las tomas.
El juego recibió un alto 34 de 40 de la revista Weekly Famitsū en Japón. Fue el quinto juego más vendido en Japón durante la semana de su lanzamiento, vendiendo 35.000 unidades. Cayó al número nueve la semana siguiente, vendiendo 23.000 copias. Las ventas regionales del juego totalizaron 130.092 unidades en 2009.

#### Resumen
La historia comienza en un edificio destruido, donde Chibi-Robo está varado allí con solo seis vatios restantes. Mira a su alrededor en busca de una salida y detecta una lejos de él, solo que la salida está bloqueada por un respiradero. Chibi-Robo ve otro y se dirige hacia él. Cuando llega a la salida, se bloquea por otro respiradero. Luego se da cuenta de que no le quedan vatios, se derrumba y se apaga. Luego se recarga y se despierta nuevamente, y ahora se encuentra en una Chibi-House con su administrador de robots Telly. Telly explica que Jenny Sanderson los compró desde el primer juego, que ahora es un adulto con un niño llamado Keith y un perro llamado Lucky. Cuando Chibi-Robo y Telly salen de la casa, son recibidos por la familia, donde Jenny explica que lo compraron para ayudar a limpiar la casa, ya que ella no podía mantenerse al día con las tareas domésticas debido a su trabajo. y se hace evidente que la familia tiene muchos problemas financieros. Durante el tiempo que Chibi-Robo está con la familia de Jenny, participa en un "Torneo de Ahorros" para ahorrar dinero y también conoce juguetes que, como en el primer juego, cobran vida cuando los humanos no están presentes. Algunos de ellos incluyen juguetes completamente nuevos y algunas caras que regresan. Más tarde, Chibi-Robo descubre un casino dirigido por fantasmas en el ático controlado por el fantasma mafioso Don De Niro. Chibi-Robo también se encuentra con fantasmas que, a diferencia de los fantasmas que trabajan para Don, son hostiles. Durante la quinta reunión familiar, Keith desea recuperar a su padre Karl. Después de esto, Jenny se encierra en su habitación por la noche. Chibi-Robo y Telly se cuelan por el desagüe y Jenny les habla de Karl. Resulta que Karl murió en un misterioso accidente. Él y Jenny nunca se casaron, pero Jenny dio a luz a Keith antes de la muerte de Karl. Sin saberlo, los fantasmas conceden el deseo de Keith, lo que hace que el fantasma de Karl posea la caja de ahorros. Cuando está a la luz de la luna, crece hasta alcanzar el tamaño de un humano. Chibi-Robo ayuda a sacar el espíritu de Karl de la caja de ahorros, pero sigue teniendo el mismo tamaño. Karl revela que no puede seguir adelante porque desea casarse con Jenny. Chibi-Robo va a buscar sus anillos de boda y los de Jenny. Encuentra uno en el armario, pero Jenny lo reclama antes de que pueda. Al recordar que hay otro en el casino de Don, van a buscarlo, pero Don los desafía a ganar el anillo. Karl pierde el desafío y se ve obligado a trabajar como bailarina de estriptis. Sin embargo, Don promete liberar a Karl a cambio del "Tesoro del fantasma", que su esposa desea. Después de encontrarlo, Karl es liberado y Don entrega el anillo. Keith luego se entera del regreso de su padre y acepta ayudar a preparar la boda de sus padres. Chibi-Robo intenta obtener la caja de ahorros para comprar un vestido de novia, pero Don lo roba (queriéndolo como pago de una deuda de memorándum que Chibi-Robo le debía antes) y transporta a Chibi-Robo al edificio destruido en el sueño de Chibi-Robo. Después de que Chibi-Robo derrota a Don y recupera la caja de ahorros, él y Karl organizan la boda en el patio trasero mientras Keith compra el vestido de novia. Después de que Chibi-Robo consigue que Jenny se ponga el vestido, la lleva al patio trasero donde se sorprende al ver a Karl, pero cree que está soñando. Después de la boda, Karl finalmente puede ascender al más allá. Jenny se entristece por su partida, pero felizmente abraza a Keith,

### Chibi-Robo! Photo Finder
Chibi-Robo! Photo Finder, conocido como Chibi-Robo! Let's Go, Photo! en Europa y Australia, es un videojuego para la consola de juegos portátil Nintendo 3DS a través de Nintendo eShop. Es la cuarta entrega de la serie de videojuegos Chibi-Robo! desarrollada por Skip Ltd. y publicada por Nintendo.
A diferencia de las entradas anteriores de la serie, Photo Finder no se enfoca en limpiar o realizar tareas útiles, sino en una nueva mecánica completamente nueva que involucra las capacidades de realidad aumentada de 3DS. El juego gira en torno a recolectar objetos cotidianos, conocidos como NostalJunk, y colocarlos en exhibición en un museo. El juego todavía tiene funciones de limpieza, como con Chibi-Robo: ¡Plug Into Adventure! y Chibi-Robo: Park Patrol, pero Photo Finder convierte dichas secciones de limpieza en misiones a las que Chibi-Robo puede acceder en cualquier momento usando el Chibi-PC. Estas misiones son trabajos que varios de los personajes secundarios envían por correo electrónico e incluyen limpiar un garaje o volcar wasabi en varios sushi en una cinta transportadora. El jugador recibe Happy Points en función del rendimiento, que vuelven a funcionar como la moneda del juego. Los Happy Points se pueden cambiar a su vez por películas de siluetas que muestran contornos de objetos domésticos, que se pueden comprar en la tienda, a la que también se puede acceder desde Chibi-PC.
Una vez que se compra una película, el jugador puede tomar una foto con la cámara integrada de la 3DS. La pantalla mostrará la silueta del objeto doméstico y el objetivo del jugador es encontrar un objeto que coincida con el contorno. Después de alinear el objeto con el contorno, el jugador tiene diez intentos para tomar una foto que coincida más con el contorno. La calidad del objeto se mide por un porcentaje en la esquina superior derecha. Si un objeto está por debajo del 60%, no se transferirá. Si está entre el 60% y el 99%, tiene la posibilidad de ser transferido o convertirse en NostalDud. Sin embargo, si el objeto tiene una precisión del 100 %, no solo se transferirá sin importar qué, sino que todos los siguientes objetos creados con la película serán recortados, lo que significa que un objeto no tendrá que coincidir con el contorno de la película.
El juego también incluye etapas de exploración a las que se puede acceder después de desbloquear nuevos trabajos. Estas áreas permiten al jugador incursionar en el juego Chibi-Robo más tradicional. En lugar de desbloquear o comprar nuevos elementos para limpiar y atravesar mejor el área, se reciben las herramientas necesarias al ingresar al área. Montones de basura y polvo ensucian los alrededores, y Chibi-Robo tiene la opción de limpiarlo o simplemente explorar el área. Para salir del área, Chibi-Robo debe desechar los desechos recolectados en una máquina de reciclaje ubicada cerca de la salida. El compactador recompensará entonces los esfuerzos del jugador; cuanta más basura recojan, más Happy Points se recompensan.
Como antes, Chibi-Robo depende en gran medida de la energía de la batería. Debido al tamaño limitado de su batería, debe vigilar constantemente su medidor de vatios y conservar su energía por todos los medios posibles. Una vez que Chibi-Robo pierda todos sus vatios, se apagará y colapsará en el acto. Si esto sucede durante un trabajo, Chibi-Robo regresará al escritorio del Sr. Curator y no recibirá Happy Points. Hay dos formas de recargar: conectándolo al tomacorriente en el escritorio del Sr. Curator o encontrando una batería escondida en una de las muchas áreas explorables.

#### Resumen
Al principio, Chibi-Robo aparece en un sistema de ventilación dentro de un museo, con un botón rojo semibrillante frente a él. Después de presionarlo, se abre una trampilla en el piso y Chibi-Robo cae. Aterriza en la oficina del curador, donde se encuentra con el curador y Telly, un robot parecido a un teléfono celular, que es el gerente de Chibi-Robo. El curador explica el propósito de Chibi-Robo de coleccionar fotos llamadas NostalJunk usando una película de siluetas para ayudar a aumentar la popularidad del museo. Mientras realiza esta tarea, Chibi-Robo encuentra juguetes y objetos vivos alrededor del museo y los ayuda con sus deberes a cambio de una película de siluetas. Al final, el museo se convierte en un éxito emocionante, y el curador le da crédito a Chibi-Robo por sus esfuerzos.

### Chibi-Robo! Zip Lash
Chibi-Robo! Zip Lash es un juego de Nintendo 3DS. Fue lanzado en Japón y América del Norte en octubre de 2015 y en Europa y Australia en noviembre. A diferencia de los juegos anteriores, Chibi-Robo! Zip Lash es un juego de plataformas de desplazamiento lateral con énfasis en el combate y la exploración. En este juego, Chibi-Robo usa su cordón en forma de cola como un látigo para atacar a los enemigos y engancharse a los objetos. Ciertos coleccionables pueden aumentar la longitud del cable de Chibi-Robo. También se produjo un amiibo de Chibi-Robo.